# Charles Dunne
Charles Dunne est un footballeur irlandais, né le 13 février 1993 à Lambeth en Angleterre. Il évolue au poste de arrière gauche.

## Biographie
Il joue 22 matchs en Championship (D2) avec l'équipe de Blackpool.
Le 30 juin 2017, il rejoint le club écossais du Motherwell FC.

## Palmarès
Motherwell
- Coupe de la Ligue écossaise
  - Finaliste en 2017
- Coupe d'Écosse
  - Finaliste en 2018